# Algofobie
Algofobie, ook wel algiofobie of panthofobie, is een ziekelijke vrees voor het ondergaan van pijn. De naam is afkomstig van het Griekse ἄλγος álgos, pijn en φόβος phóbos, angst.
Pijn is voor vrijwel iedereen een onaangename ervaring, maar bij algofobie is de angst veel sterker dan normaal. Bij het ervaren van pijn of de anticipatie ervan kan iemand verstijven van angst, maar ook kan het gedrag onhandelbaar worden en er kunnen agressie of paniekaanvallen optreden.
Algolagnie kan als tegenhanger van algofobie worden gezien.